# Aeroporto de Kotlas

O Aeroporto de Kotlas (em russo:  Аэропорт Котлас) (IATA: KSZ, ICAO: ULKK) é um pequeno aeroporto em Óblast de Arkhangelsk, na Rússia, localizado a 4 km sudeste de Kotlas. É principalmente usado para serviços de aviação geral.